# European Masters Games
Gli European Masters Games sono una manifestazione multisportiva per atleti master (Over-30), organizzata ogni quattro anni dalla International Masters Games Association (IMGS), associazione internazionale che organizza anche i World Masters Games.

## Edizioni
| Anno | Sede               | Nazione   | Date                    | Discipline | Atleti |
| ---- | ------------------ | --------- | ----------------------- | ---------- | ------ |
| 2008 | Malmö              | Svezia    | 29 agosto – 7 settembre | 18         | 3.022  |
| 2011 | Lignano Sabbiadoro | Italia    | 10 - 20 settembre       | 20         | 4.000  |
| 2015 | Nizza              | Francia   | 1 - 11 ottobre          | 27         | 7.200  |
| 2019 | Torino             | Italia    | 26 luglio – 4 agosto    | 32         | 7.500  |
| 2023 | Tampere            | Finlandia | 20 giugno – 2 luglio    | -          | -      |

## Discipline
- Atletica
- Beach soccer
- Beach rugby
- Beach volleyball
- Canottaggio
- Ciclismo
- Danza sportiva
- Floorball
- Futsal
- Golf
- Judo
- Karate
- Kayak
- Nuoto
- Orienteering
- Pallamano
- Pallavolo

- Scherma
- Sollevamento pesi
- Taekwondo
- Tennis
- Tiro al piattello
- Tiro con l'arco
- Tiro a segno
- Triathlon
- Vela